# Volta a Baviera 2014
La Volta a Baviera 2014, 35a edició de la Volta a Baviera, es disputarà entre el 28 de maig i l'1 de juny de 2014 sobre un recorregut de 784,1 km repartits entre cinc etapes. La cursa forma part del calendari de l'UCI Europa Tour 2014, amb una categoria 2.HC.
El vencedor final fou el gal·lès Geraint Thomas (Team Sky), que s'imposà gràcies a la seva victòria en la contrarellotge individual de la quarta etapa. Rere seu finalitzaren el suís Mathias Frank (IAM Cycling), vencedor d'una etapa i líder durant dues jornades, i el belarús Vassil Kirienka, company d'equip de Thomas. Christian Meier (Orica-GreenEDGE) guanyà la classificació de la muntanya, Sam Bennett (NetApp-Endura) la dels punts, Thibaut Pinot (FDJ) la dels joves i el Team Sky fou el millor equip.

## Equips
L'organització convidà a prendre part en la cursa a vuit equips World Tour, sis equips continentals professionals i cinc equips continentals:
equips World TourAG2R La Mondiale, FDJ, Garmin-Sharp, Giant-Shimano, Team Katusha, Orica-GreenEDGE, Trek Factory Racing, Team Sky,
equips continentals professionalsBretagne-Séché Environnement, Caja Rural-Seguros RGA, CCC Polsat Polkowice, IAM Cycling, MTN Qhubeka, NetApp-Endura
equips continentalsHeizomat, LKT Brandenburg, Rad-net Rose, Stölting, Stuttgart

## Etapes
| Etapa | Data       | Recorregut                        |                           | Km    | Vencedor d'etapa        | Líder de la general     | Ref.  |
| ----- | ---------- | --------------------------------- | ------------------------- | ----- | ----------------------- | ----------------------- | ----- |
| 1a    | 28 de maig | Vilshofen - Freilassing           | Etapa plana               | 201,6 | Heinrich Haussler (AUS) | Heinrich Haussler (AUS) | [ 4 ] |
| 2a    | 29 de maig | Freilassing - Reit im Winkl       | Etapa de muntanya         | 164,7 | Mathias Frank (SUI)     | Mathias Frank (SUI)     | [ 5 ] |
| 3a    | 30 de maig | Grassau - Neusäß                  | Etapa de mitja muntanya   | 232,7 | Daryl Impey (RSA)       | Mathias Frank (SUI)     | [ 6 ] |
| 4a    | 31 de maig | Wassertrüdingen - Wassertrüdingen | contrarellotge individual | 25,5  | Geraint Thomas (GBR)    | Geraint Thomas (GBR)    | [ 7 ] |
| 5a    | 1 de juny  | Wassertrüdingen - Nuremberg       | Etapa plana               | 159,6 | Sam Bennett (IRL)       | Geraint Thomas (GBR)    | [ 2 ] |

## Classificació final
|    | Ciclista              | Equip           | Temps       |
| -- | --------------------- | --------------- | ----------- |
| 1  | Geraint Thomas (GBR)  | Team Sky        | 19h 17' 42" |
| 2  | Mathias Frank (SUI)   | IAM Cycling     | + 19"       |
| 3  | Vassil Kirienka (BLR) | Team Sky        | + 35"       |
| 4  | Leopold König (CZE)   | NetApp-Endura   | + 43"       |
| 5  | Thibaut Pinot (FRA)   | FDJ             | + 1' 10"    |
| 6  | Jan Bárta (CZE)       | NetApp-Endura   | + 1' 35"    |
| 7  | Daryl Impey (RSA)     | Orica-GreenEDGE | + 1' 38"    |
| 8  | Johann Tschopp (SUI)  | IAM Cycling     | + 1' 58"    |
| 9  | Marcel Wyss (SUI)     | IAM Cycling     | + 2' 00"    |
| 10 | Peter Kennaugh (GBR)  | Team Sky        | + 2' 04"    |

## Evolució de les classificacions
| Etapa | Vencedor          | Classificació general | Classificació de la muntanya | Classificació dels esprints | Classificació dels joves | Classificació per equips |
| ----- | ----------------- | --------------------- | ---------------------------- | --------------------------- | ------------------------ | ------------------------ |
| 1     | Heinrich Haussler | Heinrich Haussler     | Julian Kern                  | Jan-Niklas Droste           | Jan-Niklas Droste        | IAM Cycling              |
| 2     | Mathias Frank     | Mathias Frank         | Christian Meier              | Jan-Niklas Droste           | Thibaut Pinot            | IAM Cycling              |
| 3     | Daryl Impey       | Mathias Frank         | Christian Meier              | Jan-Niklas Droste           | Thibaut Pinot            | IAM Cycling              |
| 4     | Geraint Thomas    | Geraint Thomas        | Christian Meier              | Jan-Niklas Droste           | Thibaut Pinot            | Team Sky                 |
| 5     | Sam Bennett       | Geraint Thomas        | Christian Meier              | Sam Bennett                 | Thibaut Pinot            | Team Sky                 |
| Final | Final             | Geraint Thomas        | Christian Meier              | Sam Bennett                 | Thibaut Pinot            | Team Sky                 |